# Belerofont
Belerofont [belerofónt] (starogrško Βελλεροφῶν: belerofôn) je v grški mitologiji sin korintskega kralja Glavka in Evrimede ter Sizifov vnuk, sprva imenovan Hiponoos. Homer ga opeva v šestem spevu Iliade.
Ubil je korintskega kralja Belera (po tem je dobil ime ‘’Belerov ubijalec’’) in se nato zatekel v Argos h kralju Projtu. Projtova žena Anteja (ali Steneboja) ga je zapeljevala in ga, ker jo je zavrnil, zatožila možu, češ da ji je storil silo. Projt ga je zato napotil v Likijo k svojemu tastu Jobatu in mu v pismu naročil naj ga ubije. Ta ga je poslal v boj proti Himeri. Ker je Belerofont pošast ubil, je dobil še nove naloge. Ko je Jobat ugotovil, da so mu pri tem pomagali bogovi, mu je za nagrado dal hčer Filonoo za ženo in pol kraljestva. 
V drugih mitih je Belerofont ukrotil tudi krilatega konja Pegaza, pri čemer mu je pomagala Atena in nadaljeval svoje podvige. Postal je prevzeten in se nameraval s Pegazom povzpeti na Olimp. Za kazen je strmoglavili in se ubil. Po drugi različici so ga bogovi pohabili in je umrl kot brezdomec.
Njegov kult so častili predvsem na Peloponezu